# Lạm phát phi mã
Lạm phát phi mã là tình trạng tăng mức giá chung của nền kinh tế với tốc độ hai hay ba chữ số. Samuelson và đồng nghiệp cho rằng: "Lạm phát hai, ba con số, từ 20% đến 100% hay 200% mỗi năm gọi là lạm phát phi mã".